# Thor Hansen
Thor Harald Hansen (Oslo, 23 juni 1947 - 5 december 2018) was een Noors professioneel pokerspeler. Hij won onder meer het $5000 7 Card Stud-toernooi van de World Series of Poker 1988 (goed voor een hoofdprijs van $158.000,-) en het $1.500 Ace to Five Lowball-toernooi van de World Series of Poker 2002 (goed voor $62.600,-). Hansen won in totaal meer dan $2.900.000,- in pokertoernooien (cashgames niet meegerekend)

## World Series of Poker (WSOP)
Hansen won twee WSOP-toernooien. Hij haalde ook finaletafels die niet resulteerden in de eindzege op de World Series of Poker in 1988, 1989, 1998, 2000, 2002 (tweemaal), 2003 (tweemaal), 2004, 2005, 2006 en 2007 (driemaal). Hansen deed dit in allerlei verschillende pokervarianten, zoals Texas Hold 'em, zowel Omaha High als Omaha Hi-Lo, zowel 7 Card Stud als 7 Card Stud Hi/Lo en in H.O.R.S.E..
- Zie onderstaande grote cashes voor details over Hansens finaletafels

## Behaalde resultaten

### Titels
Behalve zijn WSOP-titels won Hansen verschillende andere prestigieuze pokerevenementen. Zo won hij onder meer:
- de All England No Limit Hold'em Grand Prix 1989 ($55.746,-)
- de $400 Limit Hold'em 1998 L.A. Poker Classic ($29.120,-)
- het $300 Limit Hold'em California State Poker Championship 1998 ($40.071,-)
- de FF10.000 No Limit Hold'em Grand Prix de Paris 1998 ($64.329,-)
- de $500 Seven Card Stud 1998 Legends of Poker ($16.800,-)
- het $500 Limit Hold'em Carnivale of Poker II 1999 ($120.632,-)
- de $1.000 7 Card Stud 2001 L.A. Poker Classic ($32.000,-)

### Grote cashes
Daarnaast won Hansen hoge prijzengelden met onder meer zijn:
- vierde plaats in het $5.000 No Limit 2-7 Draw-toernooi van de Grand Prix of Poker 1987 ($39.000,-)
- vierde plaats in het $10.000 No Limit Hold'em-toernooi van de Grand Prix of Poker 1987 ($60.000,-)
- zevende plaats in het $1.500 No Limit Hold'em-toernooi van de World Series of Poker 1988 ($15.907,-)
- tweede plaats in het $300 Limit Hold'em-toernooi van de 10th Annual Diamond Jim Brady in 1994 ($32.050,-)
- tweede plaats in het $300 Limit Hold'em-toernooi van de 1998 L.A. Poker Classic ($20.634,-)
- tweede plaats in het 1.500 Limit Omaha-toernooi van de World Series of Poker 2000 ($42.900,-)
- derde plaats in het $300 Limit Hold'em-toernooi van de 2001 L.A. Poker Classic ($32.746,-)
- vierde plaats in het $1.500 7 Card Stud Hi/Lo-toernooi van de World Series of Poker 2002 ($20.300,-)
- vierde plaats in het $5.000 7 Card Stud-toernooi van de World Series of Poker 2002 ($30.260,-)
- zevende plaats in het $10.000 No Limit Hold'em - Main Event van de 2003 Showdown at the Sands ($48.500,-)
- tweede plaats in het $500 Limit Seven Card Stud Hi/Lo-toernooi van de The Fifth Annual Jack Binion World Poker Open in 2004 (19.933,-)
- zevende plaats in het $5.000 Omaha Hi-Lo Split World Championship van de World Series of Poker 2004 ($22.740,-)
- zeventiende plaats in de $10.000 No Limit Hold'em Final Day van de World Poker Tour 2004 World Poker Finals ($51.898,-)
- derde plaats in het 1.000 No Limit Hold'em-toernooi van de World Series of Poker 2005 ($55.790,-)
- derde plaats in het $300 No Limit Hold'em-toernooi van de 2005 Legends of Poker ($29.025,-)
- tweede plaats in het $1.455 No Limit Hold'em-toernooi van de 2006 L.A. Poker Classic ($81.275,-)
- tweede plaats in het $3.000 Omaha Hi/Lo-toernooi van de World Series of Poker 2006 ($155.443,-)
- vijfde plaats in het $4.800 No Limit Hold'em-toernooi van de 2006 World Poker Finals ($48.120,-)
- vierde plaats in het $5.000 World Championship Limit Hold'em van de World Series of Poker 2007 ($93.008,-)
- zesde plaats in het $3.000 World Championship Seven Card Stud Hi-Low Split-8 or Better-toernooi van de World Series of Poker 2007 ($27.357,-)
- achtste plaats in het $50.000 World Championship H.O.R.S.E. van de World Series of Poker 2007 ($188.256,-)
- tweede plaats in het $ 1.000 H.O.R.S.E.-toernooi van de Bellagio Cup VI 2010 ($12.670,-)
- tweede plaats in de $500 No Limit Hold 'Em - Doyle Brunson Five Diamond World Poker Classic 2010 ($29.500,-)

## WSOP
| Jaar                       | Toernooi                   | Prijs      |
| -------------------------- | -------------------------- | ---------- |
| World Series of Poker 1988 | $5.000 7 Card Stud         | $158.000,- |
| World Series of Poker 2002 | $1.500 Ace to Five Lowball | $62.600,-  |